# Sandakan Heritage Trail

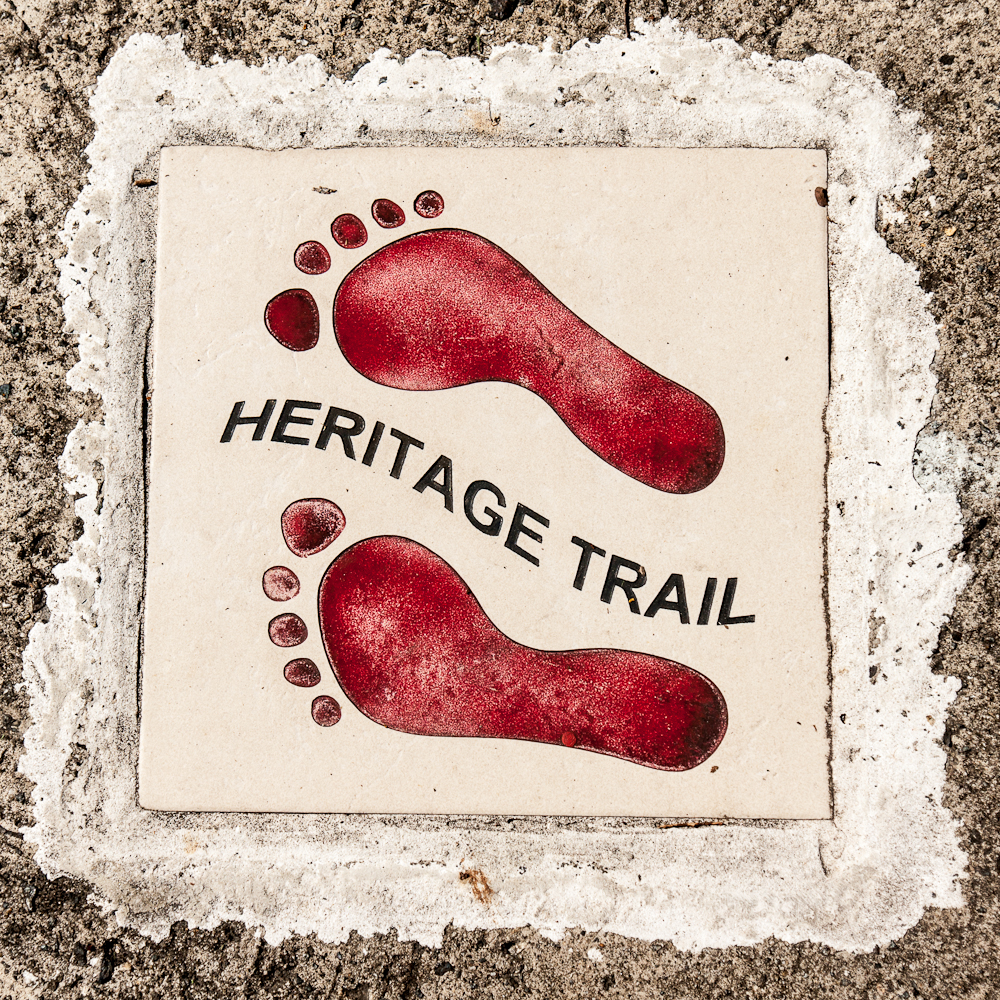
Markierung des Heritage Trail im Gelände

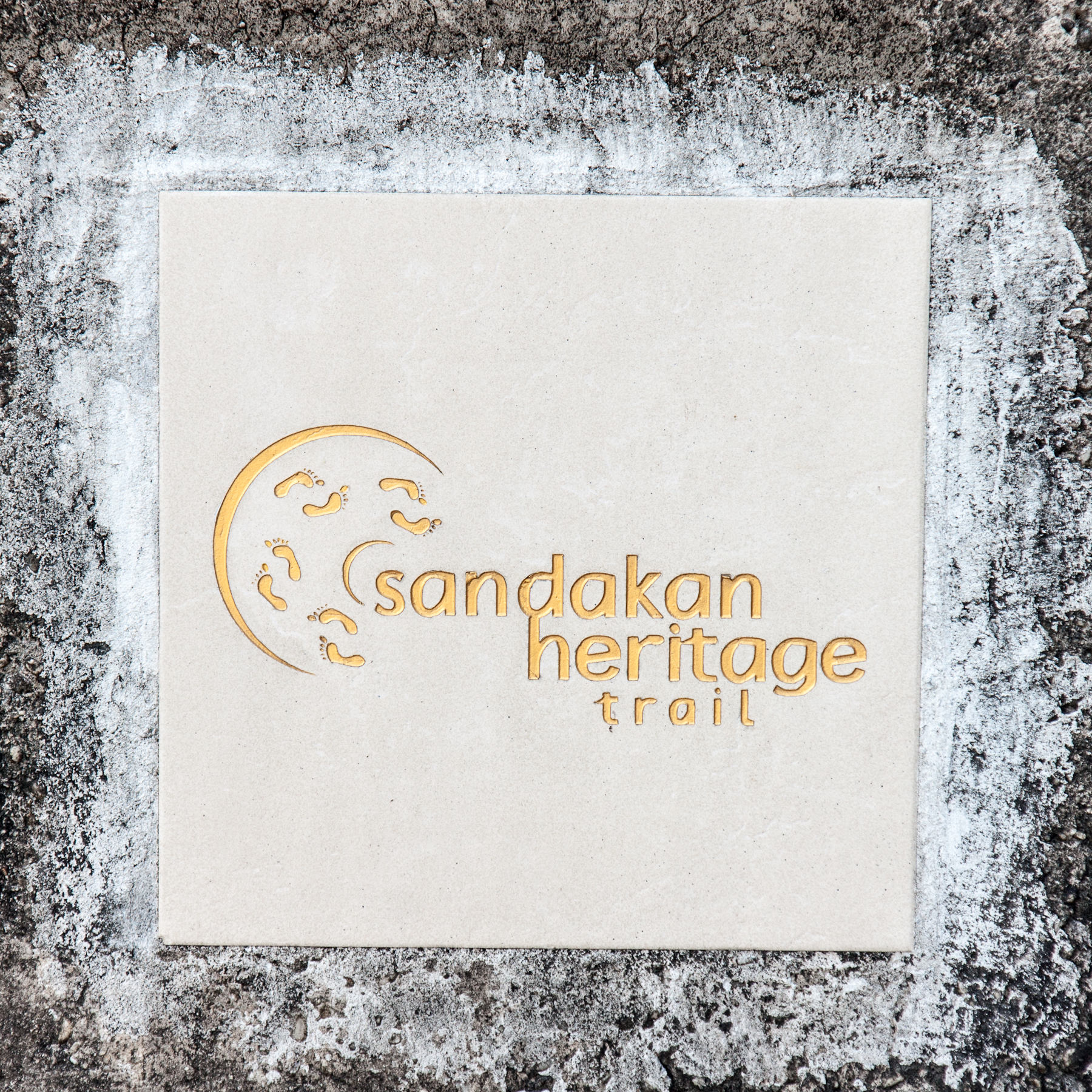
Neuere Version der Markierung

Der Sandakan Heritage Trail ist ein „Denkmalpfad“, der die historischen Sehenswürdigkeiten der malaysischen Stadt Sandakan in einem Rundgang verbindet. Die Markierung im Gelände besteht aus einer quadratischen, weißen Betonfliese mit einem rot kolorierten Fußabdruck und dem schwarzen Schriftzug „Heritage Trail“. Eine neuere Version greift dieses Motiv in veränderter Form mit veränderter Typographie in goldenen Lettern auf.

## Geschichte
Sandakan wurde gegen Ende des Zweiten Weltkriegs fast vollständig zerstört. Die wenigen erhaltenen historischen Relikte der ehemaligen Hauptstadt wurden 2003 im Sandakan Heritage Trail (SHT) zu einem Cityrundgang zusammengefasst.

## Stationen
Die derzeit elf Stationen des Historischen Pfads umfassen:
- die Masjid Jamik Moschee,
- den MPS Square mit dem William-Pryer-Denkmal, dem Denkmal der North Borneo Chartered Company, dem Sandakan War Memorial und dem Sandakan Liberation Monument,
- die 100-Stufen-Treppe,
- das Agnes-Keith-Haus,
- den historischen Treppenaufgang,
- den Chinesischen Tempel „Göttin der Barmherzigkeit“,
- die Singapore Road,
- die Kirche St. Michael’s and All Angels,
- den Sam Sing Kung-Tempel,
- den Malaysia Brunnen,
- das Tourist Information Centre und das
- Sandakan Heritage Museum.